# جيمس تي كامبل
جيمس تي كامبل (بالإنجليزية: James T. Campbell)‏ هو مؤرخ أمريكي، ولد في 28 مارس 1958.